# Vízi hikoridió

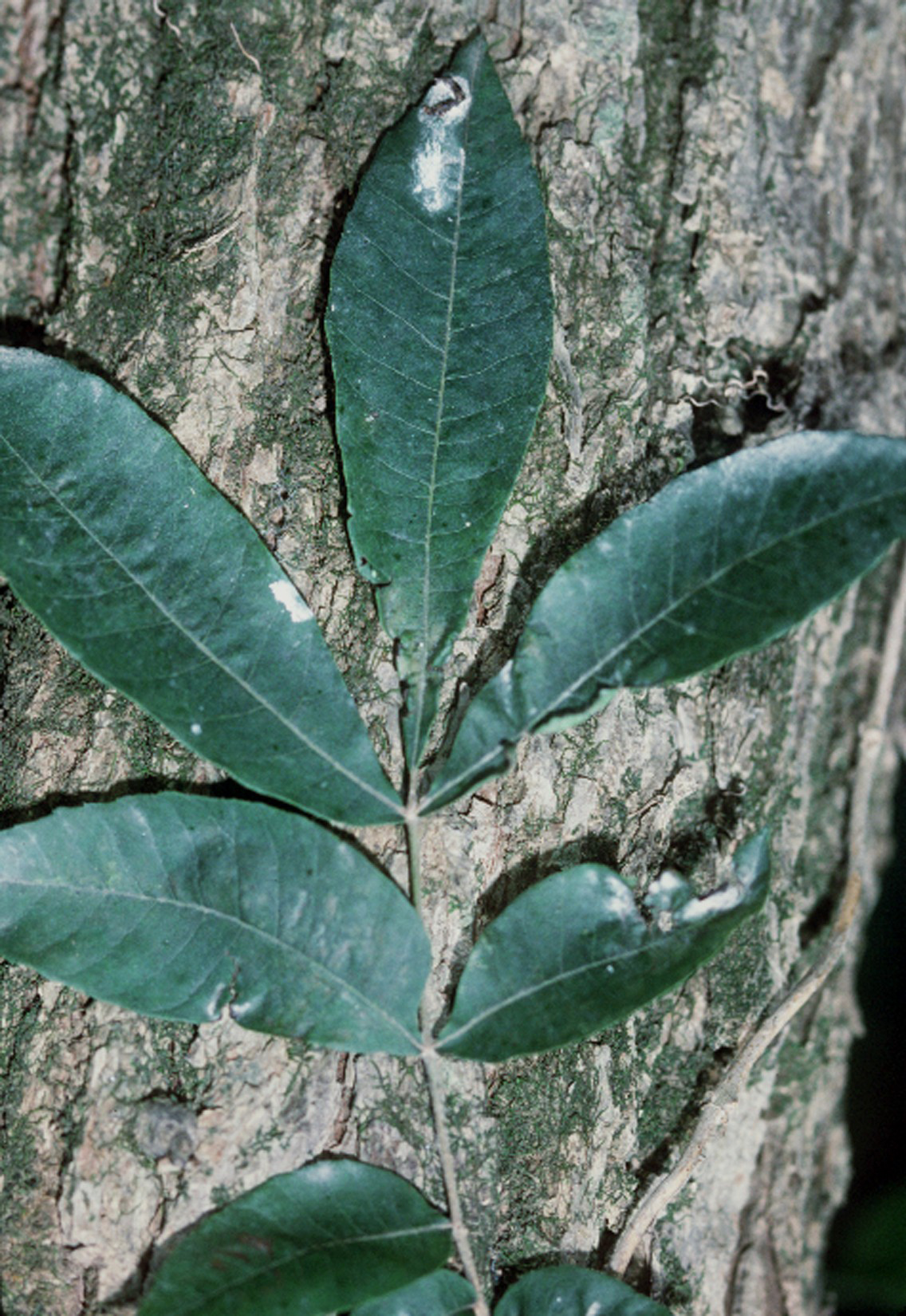
Kérge és hajtása

A vízi hikoridió (Carya aquatica) a bükkfavirágúak (Fagales) rendjében a diófafélék (Juglandaceae) családjába tartozó hikoridió (Carya) nemzetségben a pekán-hikorik (Apocarya) fajcsoportjának egyik faja. Mocsári hikoridió, keserű vagy vad pekándió (water hickory, swamp hickory, bitter pecan, wild pecan) néven is ismert.

## Származása, elterjedése
Az atlantikus–észak-amerikai flóraterület atlanti–mexikói flóratartományában endemikus. 

## Megjelenése, felépítése
Rendkívül hasonlít a pekándióra (Carya illinoinensis); megkülönböztetésük igazi kihívás. A vízi hikoridió levélkéi általában keskenyebbek, a szélük valamivel simább. Csúcsrügyei pirosak, nagyon sötét barnák vagy feketék, oldalrügyeinek megjelenése gyakran zsíros hatású. A tavaszi, friss hajtásai bíborszínben játszanak. Hajtásai valamivel szőrösebbek, mint a pekándióé. 
A legkönnyebben diójáról azonosítható. Ezek kicsik, erősen lapítottak, határozottan négyszögletesek, durva felületűek, rendszerint sötétbarnák. A héjuk vékony, jellemző dupla belső fallal. A kopáncs 2 mm-nél vékonyabb, a varratokon végig feltűnő szárnyakat visel. A dióbél redőzött, vörösbarna, a száj nyálkahártyáját erősen összehúzza.
Kérge a sima feszestől a bozontos–gubancosig változó — előbbi a szárazabb, utóbbi a mocsaras termőhelyekre jellemző.
Szárnyasan összetett levele 7-15 levélkéből áll.

## Életmódja, termőhelye
A vizenyős alföldi–ártéri erdők fája. A többi hikorinál jobban tűri a talajnedvesség ingadozását; a rossz vízgazdálkodású, tömör, légmentes talajokon és a télen elöntött, nyáron kiperzselt területeken is megél. A tölgy–kőris–szil ligeterdők fontos elegyfájaként azokat a rossz termőhelyeket foglalja el, ahol a többi fa már nem él meg.

## Hibridei
Könnyen hibridizál a pekándióval; az utódok tulajdonságai átmenetiek a két faj amúgy is nagyon hasonló tulajdonságai között. Ezt a hibridet a Louisiana-i Állami Egyetemen tanulmányozzák. Jelentőségét elsősorban az adja, hogy szélsőségesen rossz talajokon az értékesebb fajták alanya lehet.
1927-ben hibridizálták a más fajcsoportba tartozó texasi hikoridióval (Carya texana); ez a hibrid a Carya x ludoviciana, amit sokan tévesen C. texana változatának tartanak.

## Felhasználása
Dióját néha eszik is, de erős összehúzó hatása miatt inkább gyógynövénynek számít. Szívesen fogyasztja viszont számos állat, főként a vadkacsák. Terméséből barna festéket is készítenek.
Fája jó minőségű, de szárítás közben gyakran repedezik.